# Guillaume Sanchez
Guillaume Sanchez, né le 5 octobre 1990 à Bordeaux (Gironde), est un chef cuisinier français, étoilé Michelin pour son restaurant NE/SO, à Paris.

## Biographie
A 13 ans, il souhaite intégrer les Compagnons du Devoir.  
En 2006, Guillaume Sanchez reçoit deux médailles d'argent lors du concours des meilleurs apprentis de France. 
Il participe au développement d'une pâtisserie à Londres, devient consultant, puis formateur avant de partir voyager avec un ami photographe. A son retour, il sort son premier livre, The architecture of Sense And Taste.
En 2014, Guillaume Sanchez participe à la saison 2 de Qui sera le prochain grand pâtissier ? . 
En septembre 2015, Guillaume Sanchez ouvre son premier restaurant à Paris, le Nomos, près du Sacré-Cœur à Paris,.  
En 2016, il est nommé Talent de l'année par le Gault et Millau. 
En 2017, il publie le livre Humains,.
A l'automne 2017, Guillaume Sanchez participe à l'enregistrement de la saison 8 de Top Chef. L'émission est diffusée début 2018. Pendant la diffusion, il ferme le Nomos et ouvre le NE/SO.
En janvier 2019, il décroche une étoile Michelin pour le NE/SO et est sacré chef de l'année par le magazine GQ.
En octobre 2019, Guillaume Sanchez participe à l'enregistrement d'une épreuve de la saison 11 de Top Chef avec les chefs Franck Pelux, Ludovic Turac et Arnaud Donckele, diffusée le 11 mars 2020.
Il participe à nouveau à l'enregistrement d'une épreuve lors de la saison 14 de Top Chef, ayant pour thème la street food, dans une emission diffusée le 15 mars 2023 .

## Publications
- The architecture of Sense And Taste
- Humains, Guillaume Sanchez
- Post-cuisine, Henry Michel, Guillaume Sanchez